# 7684 Marioferrero
7684 Marioferrero este o planetă minoră (asteroid), cu un diametru de 6,337 km, din centura de asteroizi. A fost descoperită pe 3 martie 1997 la Prescott Observatory⁠(d) de Paul G. Comba⁠(d) și a fost numită după Mario A. Ferrero⁠(d). 
Obiectul prezintă o orbită caracterizată de o semiaxă mare de 2,795981 UAi, o excentricitate de 0,054935, o înclinație de 3,05355 ° în raport cu ecliptica.